# Église Saint-Jean-Bosco de Toulon
L'église Saint-Jean-Bosco est une église catholique de Toulon dédiée à saint Jean Bosco. Elle dépend du diocèse de Fréjus-Toulon et appartient à la paroisse du Mourillon.

## Histoire
La première pierre de l'église est bénite le 31 octobre 1965 par Mgr Barthe, évêque de Fréjus-Toulon. L'église est destinée à desservir le quartier de la Mitre, au Mourillon. L'église est achevée deux ans plus tard et consacrée par Mgr Barthe le 29 octobre 1967.

## Architecture
Ce vaste édifice moderne est bâti selon les plans des architectes Bertrand-Arnoux et Le Barbe. Construite sur deux plans de dénivellation, l'église possède une entrée (au nord) de plain-pied qui permet d'accéder à la vaste nef. Celle-ci a la forme d'un éventail avec des petites salles, dont l'une sert de chapelle de semaine.
L'entrée au nord se trouve dans la partie circulaire, tandis que le chœur occupe le centre même. La partie ouverte de l’éventail, que constitue le mur nord, est éclairée de verrières multicolores au décor de style abstrait et enchâssées dans le ciment. Les murs latéraux sont percés de vitraux abstraits. Sur l’une des faces intérieures de l’église, quatorze fentes verticales marquent les stations du chemin de croix. Le chœur au centre de l’éventail est surélevé. Il accueille un autel en forme de table.
La tour du clocher, adossée au chevet, s’élève à 25 mètres.